# Smart Forfour
La Smart Forfour è una berlina compatta, a due volumi, prodotta dalla casa automobilistica Smart in due serie, la prima dal 2004 al 2006 e, dopo un intervallo di 8 anni, la seconda a partire dal 2014 al 2021, questa volta non più come berlina a due volumi ma come citycar.

## Breve profilo storico
Si tratta del primo modello con il quale il gruppo Daimler, detentore sia del marchio Smart che del marchio Mercedes-Benz (e in quegli anni facente parte del gruppo DaimlerChrysler), tentò nel 2004 di penetrare i segmenti delle utilitarie che fino a quel momento vedevano nella fascia premium solo la rediviva Mini passata sotto il controllo della BMW.
La prima serie della Forfour fu progettata e sviluppata in collaborazione con la giapponese Mitsubishi, all'epoca nell'orbita della DaimlerChrysler. In particolare, si scelse di condividere la base meccanica della futura Smart a 5 porte con quella della Mitsubishi Colt in produzione già dal 2002. Questo modello non ebbe tuttavia successo, tanto che venne ritirato dai mercati nel 2006, dopo soli due anni di carriera commerciale.
Il progetto relativo ad una Smart di segmento superiore a quello della Fortwo fu rispolverato alcuni anni dopo. Stavolta, però, si decise che la seconda generazione della Forfour avrebbe utilizzato come base meccanica la stessa della Fortwo, ma con passo allungato in misura idonea allo scopo. L'alleanza con la Renault, risalente al 2010, avrebbe permesso poi di utilizzare il pianale così ottenuto per la Twingo III.